# De intrigant
De intrigant is een Asterix-album uit 1970, oorspronkelijk verschenen in het Franse tijdschrift Pilote als La Zizanie.
Thema is roddel en het zaaien van tweedracht en de achterliggende boodschap is dat wie wind zaait, storm zal oogsten. René Goscinny had als hoofdredacteur van Pilote rond 1968 meegemaakt dat verschillende jonge stripmakers in onmin het stripblad verlieten om eigen bladen op te richten. Hierbij was hij uitgescholden voor kapitalist en uitbuiter en deze ervaringen werden door hem verwerkt in het scenario.

## Verhaal
De Galliërs weten nog altijd weerstand te bieden aan de Romeinen, waardoor Julius Caesar de wind van voren krijgt van de Senaat wanneer hij om geld vraagt voor een nieuwe campagne. Hij dient hier eerst "schoon schip te maken" alvorens zijn zin te krijgen.
Op een symposium zoekt Caesar voor een oplossing: Brutus stelt krachtdadig optreden voor (wat reeds eerder zinloos is gebleken); een ander stelt commercialiseren van de toverdrank voor door hen om te kopen (wat de Galliërs niet interesseren zal, daar zij anders de toverdrank "op de markt" zouden hebben gebracht); wanneer men echter oppert dat hun eendracht het verschil maakt, denkt Caesar eindelijk te weten waar te zoeken. De Galliërs staan immers bekend om hun grote samenwerking en eendracht, ondanks hun voorliefde voor ellenlange discussies. Hij krijgt de tip deze eendracht te ondermijnen met behulp van de onruststoker Cassius Catastrofus. Catastrofus woonde ooit in een insula (Romeins "flatgebouw") van een van Caesars getrouwen en wist daar de sfeer zodanig te verzieken, dat hij uiteindelijk voor de leeuwen werd gegooid. Maar zelfs die kregen ruzie met elkaar. Caesar laat Catastrofus uit de gevangenis halen en naar hem brengen. Al bij aankomst is zijn invloed geldende, als de twee potige legionnairs al twistend met de geketende Catastrofus toekomen. Binnen een paar minuten na met de man aan de dis te arriveren, is er al snel een gigantische kloppartij gaande tussen de senatoren en Caesar is nu volledig overtuigd, zeker wanneer Catastrofus zelfs hem op de kast weet te krijgen door hem 'naïef' te profileren. Hij stuurt Catastrofus op pad om tweedracht onder de Galliërs te zaaien.
Onderweg per galei veroorzaakt Catastrofus onenigheid onder de bemanning en de slaven, en weet de piraten af te wimpelen door Baba verdacht te maken. Terwijl op de galei geknokt wordt kijkt een grinnikende Catastrofus toe hoe ook op het piratenschip iedereen met elkaar op de vuist vliegt en ze zichzelf belachelijk maken door hun eigen schip tot zinken te brengen.
Catastrofus wordt uiteindelijk afgezet op de kust en neemt zijn intrek in een nabijgelegen legerkamp. Met een lijst en beschrijving van de dorpelingen op zak begint hij met zijn stokerijen (en zorgt meteen dat de Romeinen even zoet zijn door insinuaties te maken naar hoe men denkt over de verdeling van de oorlogsbuit). In het Gallische dorp is men ondertussen voorbereidingen aan het treffen voor de nakende verjaardag van het stamhoofd.
Allereerst geeft Catastrofus een kostbare vaas aan Asterix onder het motto dat die voor "de belangrijkste man van het dorp is". Dit wekt natuurlijk Heroix' jaloezie op, die zelf verhalen begint rond te strooien. Die worden steeds verder aangedikt door onder anderen zijn vrouw (die er net een handgemeen met de andere vrouwen voor moest ondergaan), tot geruchten de ronde doen dat Caesar hem een senaatszetel zou hebben aangeboden. Oude vetes wordt nieuw leven ingeblazen, zoals onder andere die tussen Kostunrix en Hoefnix. Zelfs Asterix en Obelix krijgen ruzie, maar ze leggen het snel bij. De overige dorpelingen beginnen elkaar echter van vanalles te verdenken en de sfeer is beneden alle peil op het banket voor de jarige hoofdman.
De roddel richt zich al snel tegen Panoramix en Asterix en krijgt een kwaadaardiger karakter. Panoramix zou Asterix geleerd hebben de toverdrank te maken en Asterix zou het recept aan de Romeinen hebben verkocht. Dit komt Catastrofus ter ore en hij weet met de Romeinen de schijn te wekken dat dit inderdaad zo is: de als spionnen uitgestuurde Hoefnix en Kostunrix zien de Romeinen een drank uit een ketel drinken en vervolgens krachttoeren uithalen (met behulp van legionair Iqunullus). Dat dit doorgestoken kaart is, weten ze niet en ze geloven dat de Romeinen inderdaad de toverdrank hebben.
Asterix, Obelix en Panoramix verlaten, gespeeld gekrenkt, het dorp tot de mensen daar weer bij zinnen zijn gekomen. Catastrofus denkt dat het dorp zonder de toverdrank weerloos is en mobiliseert de Romeinse legioenen. De Galliërs sluiten in het aanzicht van het gevaar de rijen en bieden Asterix en Panoramix, die de "toverdrank" van de Romeinen hebben gekaapt om de waarheid aan het licht te brengen, hun excuses aan. Panoramix maakt een ketel toverdrank en de Romeinen worden verslagen. Asterix geeft Catastrofus nog gauw een koekje van eigen deeg en doet alsof Catastrofus de Galliërs stiekem had geholpen. De woedende Romeinen slikken het voor zoete koek en slaan hem in de boeien. Terwijl ieder zijns weegs gaat (waarbij Catastrofus toch nog erin slaagt de galei opnieuw in onmin te doen geraken), probeert Obelix het allemaal te bevatten. Het avontuur eindigt zoals gewoonlijk met een groots feestmaal, waarbij een dolgelukkige Heroix zijn verjaardagscadeaus in ontvangst kan nemen.

## Personages
Naast de bekende personages maken volgende personages hun opwachting in het verhaal:
- Cassius Catastrofus, die met weinig woorden iedereen rondom hem groen doet uitslaan van jaloezie of afgunst. Zijn naam verwijst naar 'catastrofe', wat precies is wat hij probeert aan te richten. Frans: Tullius Détritus.
- Brutus, de aangenomen zoon van Julius Caesar. In zijn gedachten broedt hij al de hand te heffen tegen Caesar.
- Stradivarius, de welbespraakte senator die Caesar de les spelt wanneer deze om meer geld verzoekt voor verdere campagnes. Naar de legendarische vioolsoort.
- Aerobus, de centurio van het kamp Aquarium, die zich ergert aan de nieuwerwetse ideeën van psychologische oorlogsvoering. Zijn naam is een woordspeling op 'vliegende bus', later Airbus. Hij is gemodelleerd naar de Franse acteur Lino Ventura.
- Iqunullus, de grote dommekracht van een legionair die zich als 'expert in psychologische oorlogsvoering' beschouwt (meestal ingeprent bij anderen met zijn grote knots). Zijn naam betekent letterlijk 'IQ nul'. Frans: Savancosinus, een verwijzing naar de geleerde Cosinus uit een strip van Christophe uit 1893.

## Achtergrond
- Een volledige pagina is gewijd aan de strategie van de tweede aanval op het dorp, waarbij ook de piraten betrokken geraken. Dit is een kwinkslag naar de Bello Gallico van Caesar,[bron?] die hierin zijn veldslagen bijna grafisch verslaat.
- Met groene tekstballonnen wordt aangegeven dat er met afgunst gesproken wordt. Als Catastrofus in de buurt is, worden de tekstballonnen van veel anderen al vrij snel groen.